# Алмасай
Алмаса́й (каз. Алмасай) — село у складі Уланського району Східноказахстанської області Казахстану. Адміністративний центр Алмасайського сільського округу.
Населення — 846 осіб (2021; 962 у 2009, 1026 у 1999, 1228 у 1989).
Національний склад станом на 1989 рік:
- казахи — 100 %